# Хав'єр Асеведо
Хав'єр Асеведо (англ. Javier Acevedo, 28 січня 1998) — канадський плавець.
Учасник Олімпійських Ігор 2016, 2020 років.
Призер Чемпіонату світу з водних видів спорту 2017 року.
Призер Панамериканських ігор 2019 року.
Чемпіон світу з плавання серед юніорів 2015 року.